# Virola parvifolia
Virola parvifolia,   sangretoro,  pategallo,  es una especie de planta con flor en la familia de las  Myristicaceae. 
Es endémica de Brasil, Venezuela, Colombia.

## Descripción
Es un árbol de entre 4-14 m; hojas simples, coriáceas, elípticas, 5-11 cm x 3-5 cm, base obtusa, ápice obtruso  o emarginado.

## Usos
Buena madera para mueblería. En Colombia se decomisan los volúmenes extraídos porque está prohibida su tala.

## Taxonomía
Virola parvifolia fue descrita por Adolpho Ducke y publicado en Journal of the Washington Academy of Sciences 26: 264. 1936.